# Dopiewo (przystanek kolejowy)
Dopiewo – przystanek kolejowy w Dopiewie, w województwie wielkopolskim, w Polsce, leżący na szlaku kolejowym Warszawa Zachodnia-Kunowice. Znajdują się tu 2 perony boczne.

## Ruch pasażerski[1]
| Rok  | Wymiana pasażerska na dobę |
| ---- | -------------------------- |
| 2017 | 500-699                    |
| 2018 | 1100                       |
| 2019 | 1300                       |
| 2020 | 700-999                    |
| 2021 | 500-699                    |
| 2022 | 700-999                    |
| 2023 | 700-999                    |